# CAPTAIN HEDGE HOG
CAPTAIN HEDGE HOG（キャプテン・ヘッジ・ホッグ）は、日本のポップ・パンクバンド。略称は、キャプヘジまたはCHH。

## メンバー
渡邊忍(Vo&Gt)
バンドの楽曲のほぼ全ての作詞作曲を担当。
使用ギターはギブソン・レスポール・クラシック等。アンプは主にマーシャル製のものを使用。
解散後は、新たにASPARAGUSを結成し、活動している。また、パーティーバンドとして、ANITA CHILI PEPPERSにも参加している。
奥脇雄一郎(Dr)
使用ドラムは主にLudwig製のドラムを使用している。
解散後は、puliを経て、現在は、BEEFのドラマーとして活動。
KAZUO "0343"  (Ba)
使用ベースは、フェンダー・ジャズベース。 バンドの一部楽曲の作詞を担当している。
解散後は、普通に働いているようである。時折、BEAT CRUSADERSのライブで「ISOTONIC」が演奏される際に、特別ゲストとして出演している。

## 概要
1993年結成。横浜を中心にライブ活動を始め、1995年頃から、コンピレーションCDへの参加が増える一方で、ライブ活動も積極的に行ってきたが、1997年に自主レーベル「MILKTANK RECORDS」を設立し、6月1日に1stアルバム「CHEST」をリリース。7月には7インチEP「LEMON」をリリースし、インディーズバンドとしての本格的な仲間入りを果たす。1999年1月21日には2ndアルバム「BONANZA」をリリースし、初めての全国ツアーを成し遂げた。2000年9月から10月にはSHORT CIRCUITとTHUMBとのスプリットツアー「9人の侍ツアー」を行う。そして、2001年9月21日には3rdアルバム「DOLPHIN」をリリースし、12月から2002年1月にかけて全国ツアーを行った。ツアー最中の1月16日にはマキシシングル「You can't feel the change of seasons」をリリースするなどの積極的な活動が見られたが、4月22日には解散発表。7月1日にマキシシングル「MONDAY JUNCTION」をリリースした後の7月4日に解散ライブ「LAST GIG」をSHIBUYA-AXにて行い、CAPTAIN HEDGE HOGとしての活動に終止符を打った。
解散後は渡邊はASPARAGUSを結成。奥脇はpuli、BEEF等のドラマーとして活動、KAZUO "0343" は普通に働くなど、それぞれの道を進んでいたが、2009年、かつてバンドが所属していた3P3B.Ltd(MILKTANK RECORDSは傘下レーベル)の設立10周年を機に期間限定で再結成。2009年1月21日に渋谷GIG-ANTIC閉店ライブを皮切りに、3月20日には下北沢SHELTERにて九人の侍completeライブを行った。そして、正式な再結成ツアーとして、「LAWRENCE TOUR」を行い、翌年4月26日に「LAWRENCE TOUR」のSHIBUYA-AX公演の模様を収録したライブDVD「LAWRENCE TOUR LIVE AT SHIBUYA-AX JULY 4th 2009」をリリースし、再結成活動を終了する。

## 経歴
- 1993年
  - 横浜にて結成。

- 1997年
  - 1月～5月 - 自主レーベル「MILKTANK RECORDS」設立。
  - 6月1日 - 1stアルバム「CHEST」をリリース。
  - 7月 - 7インチEP「LEMON」をリリース。
  - 8月 - CHEST、LEMONのレコ発ライブを下北沢SHELTERにて行う。

- 1998年
  - 春 - SOBUT/REACH「7SONGS TOUR」をサポート。
  - 6月 - SHORT CIRCUIT「BREAK YOUR WALL TOUR 98」を全カ所サポート。
  - 7月25日 - REACHとのスプリットCD「SEARCHING FOR THE WONDERFUL LIFE」リリース。

- 1999年
  - 1月21日 - 2ndアルバム「BONANZA」をリリース。
  - 3月～ - 初の全国ツアー「BONANZA TOUR」を行う。（全19ヶ所）
  - 5月15日 - SHORT CIRCUITとのスプリットCD「ASSORTED BISCUITS」リリース。
  - 7月 - 渋谷クラブクアトロで「ASSORTED BISCUITS」レコ発ライブを行う。

- 2000年
  - 1月～3月 - BACK DROP BOMB「MICROMAXIMUM TOUR」を全カ所サポート。
  - 4月2日 - 渋谷GIG-ANTICにてワンマンライブを行う。
  - 7月SHORT CIRCUIT「Songs like a self-portrait TOUR」をサポート。
  - 7月1日 - ライブCD「LIVE IN GIG-ANTIC 0402」をライブ会場にて限定リリース。
  - 9月～10月 - THUMB, SHORT CIRCUITと3バンドで 「9人の侍ツアー」を行う。（全7ヶ所）
  - 12月 - REACH「TRICHROMATIC TOUR2000」をサポート。

- 2001年
  - 3月9日 - ライブビデオ「9人の侍」リリース
  - 3月10日 - BEAT CRUSADERSとのスプリットミニアルバム「WXY」リリース。
  - 4月 - BEAT CRUSADERSとのスプリットツアー「WXY tour 2001」を行う。（全5ヶ所）
  - 5月15日 - ライブCD 「3P3B MEETING 010311」リリース。
  - 6月～7月 - THUMB企画ツアー「SUMMER CAMP2001」をサポート。
  - 9月21日 - 3rdアルバム「DOLPHIN」をリリース。
  - 9月～-10月 - BACK DROP BOMB, HUSKING BEEとの合同企画「DELTA SOUNDS TOUR」を行う。（全7ヶ所）
  - 12月～ - 全国ツアー「DOLPHIN TOUR」を行う。

- 2002年
  - 1月16日 - マキシシングル「You can't feel the change of seasons」リリース。
  - 2月9日 - 「DOLPHIN TOUR FINAL SHIBUYA-AX」を行う。
  - 3月 - THUMB「LAST LIVE SHIBUYA-AX」をサポート。
  - 4月22日 - 解散発表。
  - 5月20日 - ライブカセットテープ「DOLPHIN TOUR FINAL 20020209」を通信販売にて限定リリース。
  - 7月1日 - マキシシングル「MONDAY JUNCTION」リリース。
  - 7月4日 - SHIBUYA-AXにて解散ライブ「LAST GIG」を行う。
  - 9月27日 - 3枚組ライブCD「LAST GIG 020704」リリース。
  - 12月15日 - ライブビデオ・DVD「LAST GIG 020704」リリース。

- 2009年
  - 1月21日 - 渋谷GIG-ANTIC閉店ライブにて再結成。
  - 3月20日 - 下北沢SHELTERにて「九人の侍complete」を行う。
  - 6月～ - 3P3B Ltd.設立10周年を記念して東名阪ツアー「LAWRENCE TOUR」を行う。（全4ヶ所）
  - 7月4日 - SHIBUYA-AXにて「LAWRENCE TOUR FINAL」を行う。

- 2010年
  - 4月26日 - ライブDVD「LAWRENCE TOUR LIVE AT SHIBUYA-AX JULY 4th 2009」を通信販売にて限定リリース予定。

## ディスコグラフィー

### シングル

#### JERRYFISH RECORDS
- SEARCHING FOR THE WONDERFUL LIFE  (1998年7月25日、廃盤) - REACHとのスプリットCD
- ASSORTED BISCUITS (1999年5月15日、廃盤) - SHORT CIRCUITとのスプリットCD

#### MILKTANK RECORDS
- You can't feel the change of seasons (2002年1月16日)
- MONDAY JUNCTION (2002年7月1日)

### アルバム

#### MILKTANK RECORDS
- CHEST (1997年6月1日)
- BONANZA (1999年1月21日)
- LIVE IN GIG-ANTIC 0402 (2000年7月1日、廃盤)
- 3P3B MEETING 010311 (2001年5月15日、廃盤)
- DOLPHIN (2001年9月21日)
- LAST GIG 020704 (2002年9月27日、廃盤)

#### LASTRUM CORPORATION
- WXY (2001年3月10日) - BEAT CRUSADERSとのスプリットアルバム

### ビデオ・DVD
- 9人の侍 (2001年3月9日(VHS)、2008年7月9日再発(DVD))
- LAST GIG 020704（2002年12月15日）
- LAWRENCE TOUR LIVE AT SHIBUYA-AX JULY 4th 2009 (2010年4月26日予定)

### アナログ盤
- LEMON (1997年7月、廃盤)

### カセットテープ
- CAP'N HEDGE HOG DEMO 1 (廃盤)
- MMR-001 WATCH OUR STEPS (1999年7月15日、廃盤)
- DOLPHIN TOUR FINAL 20020209 (2002年5月20日、廃盤)

### 参加作品
- SCUM (1995年5月、廃盤)
- MAKING UP NEW LINES (1997年11月、廃盤)
- KNOW ONE'S STUFF (1998年7月、廃盤)
- It's gonna be Allright (2001年5月26日)
- 3P3B VIDEO 9903（2004年1月21日）
- CARRY THAT WEIGHT（2004年4月21日）
- multiply ur bloodstone (2004年4月21日、廃盤)

## 交友関係
- TROPICAL GORILLA
- REACH
- BEAT CRUSADERS
- SHORT CIRCUIT
- THUMB
- BACK DROP BOMB
- HUSKING BEE
- the band apart